# F-Punk
F-Punk è l'ultimo album dei Big Audio Dynamite. La copertina riprende quelle di Elvis Presley (di Elvis Presley) e London Calling (dei Clash).

## Tracce
Tutte le tracce sono state scritte da Mick Jones, eccetto dove indicato.
1. I Turned Out a Punk
2. Vitamin C
3. Psycho Wing
4. Push Those Blues Away (Jones/Stonadge)
5. Gonna Try
6. It's a Jungle Out There
7. Got to Set Her Free
8. Get It All From My TV
9. Singapore
10. I Can't Go on Like This
11. What About Love?
12. Suffragette City (ghost track) (David Bowie)

## Formazione
- Mick Jones - voce, chitarra, produttore
- Nick Hawkins - voce, chitarra
- André Shapps - tastiere, co-produttore
- Gary Stonadge - basso, voce
- Chris Kavanagh - batteria, voce
- Mickey Custance - DJ, voce